# Rubén Héctor Martel
Rubén Héctor Martel (Reconquista, Santa Fe; 12 de abril de 1947-Islas Malvinas; 1 de junio de 1982) fue un aviador militar que murió piloteando un C-130 que fue derribado por los ingleses. Recibió condecoraciones y se lo declaró «héroe nacional».

## Guerra de las Malvinas
El 1 de junio de 1982 el capitán Martel pilotaba al C-130H Hercules TC-63 del Escuadrón I C-130 que buscaba barcos enemigos rentables para los aviones de combate. En Una patrulla aérea de combate de Sea Harrier FRS.1 al mando del comandante Nigel Ward derribó al avión en proximidades de la boca norte del estrecho de San Carlos. Martel murió en el acto junto con sus seis camaradas.

## Condecoraciones
El capitán Martel recibió, además del ascenso póstumo al gradro militar  inmediato superior —mayor—, la medalla «La Nación Argentina al Valor en Combate» y la cruz «La Nación Argentina al Heroico Valor en Combate». En 1998 el Congreso lo declaró «héroe nacional».